# Abreacció
Es denomina abreacció la descàrrega d'emocions i afectes lligats a records, generalment d'experiències infantils penoses o doloroses i que per això han estat reprimides. En la teràpia, el supòsit és que el subjecte, en reviure les situacions originàries per la paraula i altres expressions conductuals o gestuals, s'allibera de la tensió afectiva unida a aquestes representacions.
El terme l'utilitzà Freud i Josef Breuer: és un neologisme format amb el verb reagieren (reaccionar) i el prefix «ab», que té molts significats diferents en idioma alemany (en aquest cas és semblant al prefix «des», com en «desfer», «desenganxar» o «descarregar»). Els traductors de Freud han optat per mantenir el morfema alemany «ab» i construir així en català el neologisme abreacció.
Freud empra a voltes el concepte en comptes de catarsi, que en grec significa originàriament tant 'purga' com 'purificació'. Per exemple, segons Aristòtil una catarsi és el que aconsegueix produir en els espectadors la representació d'una tragèdia. Així, el problema queda externalitzat (és exterior), representat fora, i això alleuja els espectadors per dins.
Es denomina abreacció, segons Jean Laplanche i J. B. Pontalis «una descàrrega emocional amb què un individu s'allibera de l'afecte lligat al record d'un fet traumàtic, la qual cosa evita que aquest esdevinga patogen o continue sent-ho».
El concepte tècnic psicoanalític data de les primeres explicacions de Freud sobre el mecanisme psíquic que actua en la generació de símptomes histèrics. Apareix per primera volta en Comunicació preliminar, un assaig publicat per Breuer i Freud al 1893, poc abans que aparegués Estudis sobre la histèria. En el primer text s'esbossa la hipòtesi central d'una teoria molt revolucionària: els autors pretenen demostrar que un símptoma histèric actual pot tenir una causa psíquica en un fet ocorregut en el passat remot (en la infantesa primerenca) del pacient neuròtic. Freud denominà "font del Nil" el descobriment que l'origen dels trastorns psíquics es trobaven en la vida sexual dels pacients.
Un record té una càrrega afectiva (o «suma d'afecte», segons s'ha traduït el concepte freudià) associada. Que aquesta associació entre record i afecte persistisca depèn de la manera en què el subjecte reacciona davant dels succeïts de la seua vida. Si aquesta reacció és una descàrrega de les intenses emocions i sentiments que algun fet particular li produeix, l'afecte se separarà de la representació. Per contra, si la «suma d'afecte» és intens i no aconsegueix descarregar-se, l'afecte en continua unit al record.
L'abreacció és un mecanisme psíquic normal que sol ocórrer espontàniament, quan la descàrrega es produeix poc després del succés emocionalment rellevant. Però també pot ser induïda (per exemple amb hipnosi) o en un tractament psicoterapèutic que empre el mètode catàrtic.
Inicialment, l'èmfasi tècnica de Freud es feia en l'abreacció (al principi amb suport de la hipnosi) com a principal eina terapèutica de cura. Aquesta fase de la història de la psicoanàlisi se sol dir «període del mètode catàrtic». Aquest mètode per hipnosi, encara que aconseguia la revulsió momentània, no assolia la cura total (en general el símptoma neuròtic es desplaçava a un altre nou símptoma, senyal que indicava que la causa inconscient no s'havia fet conscient, no estava reelaborada ni integrada). L'explicació que hi trobà Freud és que el subjecte ha d'estar lúcid o conscient quan verbalitza les descàrregues emotives. Només estant conscient s'hi pot reflexionar i comprendre-les. L'abandó definitiu de la hipnosi i el trasllat de l'èmfasi des de l'abreacció cap al mètode posterior de l'associació lliure marquen l'inici del mètode pròpiament psicoanalític.